# Гараж
Гараж е мястото, където се съхранява лека кола или друго моторно превозно средство. Той може да е част от сграда или да е самостоятелна постройка. Съвременните гаражи може да се оборудват с автоматични врати, контролирани дистанционно. Съществуват гаражи за един, два или повече автомобила. Малките фамилни гаражи са обикновено с размери 2.5 на 5 метра, а по-големите поне 3 на 6 метра.

## Значение
Често гараж се нарича и автосервиз, където освен съхранение се предлага и ремонт и обслужване на автомобили. В англоговорещите държави с „гараж“ се означава и място за продажба на гориво и консумативи, както и на автомобили (автокъща). Наименованието гараж се използва също за обособено място за съхранение и ремонт на автомобили с различно предназначение, например автомобилите на градския транспорт (т.нар. депо).

## Практическото приложение на един гараж
Гаражът като допълнение към един фамилен имот подобрява цялостната му функция и е ценен актив, като обезпечава:
- Сигурност – съхранение и защита на семейния автомобил. Затворената структура на гаража защитава автомобила от градушки, дъждове, слънце, защита от външни въздействия – падане на клони и други отпадъци по време на гръмотевични бури, както и защита от палежи и кражби.

Дори платен паркинг не дава такава защита – 34% от всички повреди по колите  стават в охраняеми паркинги.
- Място за ремонти и хоби дейности – гаражът дава възможност да се използва като обособено помещение, в което да се извършват ремонтни дейности и поддръжка на автомобила. При по-големи размери, гаражът може да се използва за съхранение на инструменти и малки обработващи машини, свързани с поддръжка на жилището или практикуване на различни хоби занимания. Може също така да послужи като работилница или място за дървообработка. Върху построена по-масивна постройка за гараж, втори етаж разширява възможностите за развиване на фамилна производствена дейност или офис помещение.
- Складиране и съхранение – гаражът е допълнително пространство за съхранение. В случай на строеж на гараж за три или повече автомобила, вероятно няма да се използват всички места. Излишните могат да се използват за съхранение на вещи. Възможно е таванско помещение таванското помещение да се обособи за съхранение на семейните велосипеди, спортни съоръжения, различни видове косачки за трева, инструменти, сезонни продукти, празнични декорации и много други.
- Цена на имота – обособеният гараж носи само ползи за фамилното жилище и ползването му. Тази практична и полезна структура повишава паричната стойност на един фамилен имот.

## Законовите размери на гаража в България
Те не са определени от закона. Гаражите се проектират специално за нуждите на клиента. Като допълнително застрояване могат да имат височина до 2,50 метра над прилежащия терен и до три метра до най-високата част на покрива. Допуска се към гаражите да се изграждат складове и малки работилници, но в тях не трябва да се съхраняват течни и/или други лесно запалими материали.

## Необходими документи за строителство
За територията на София вече е налице забраната да се променя статута на гаража в съществуващи сгради по чл. 18, ал. 3 от Закона за устройство и застрояване на Столична община.
Изисква се:
- Съгласието на всички съсобственици, без изключение, с нотариално заверени подписи (изискване на чл. 183 от ЗУТ);
- Осигурена и влязла в сила градо-устройствена основа;
- Определяне на строителна линия и нива, и определяне на основен репер за строежа;
- Документ за собственост или учредено право на строеж върху държавна, общинска или частна земя;
- Инсталационни проекти, без които строежът не може да функционира нормално (електроснабдяване и ВиК инсталации, при предвиждане на монтажна шахта, или автомивка);
- Виза за проучване и проектиране по чл. 140 от ЗУТ, издадена от главния архитект на общината;
- Конструктивни чертежи, когато гаражите са предвидени за изграждане със стоманобетонна конструкция;
- Разрешение за строеж, съгласно разпоредбите на чл. 148 и чл. 149 от ЗУТ, издадено на името на собственика, или лицето получило учредено право на строеж върху чужд имот;

## Вентилация на гараж
Освен да бъдат изградени, гаражите имат нужда и от подходяща вентилация, за да се предотврати застоялата миризма, мухъл, натрупването на бензинови пари или изгорели газове водещи дори до смъртни случаи. Съществуват няколко начина за вентилация на гараж, които осигуряват така нужното проветряване.
- Прозорец;
- Вентилатор;
- Турбинен отдушник;
- Вентилатор за баня;
- Вентилатор на тавана;
- Аспиратор;